# Gliese 777 c
Gliese 777 c, també conegut com a Gliese 777 Ac o simplement HD 190360 c, és un planeta extrasolar situat a uns 52 anys llum de distància, a la constel·lació del Cigne. El planeta va ser descobert orbitant l'estel primari de Gliese 777 a una distància de 0,128 ua, el juny de 2005 usant el mètode de la velocitat radial. Al seu moment va ser anomenat «el planeta extrasolar més petit descobert», que actualment ja no ho és. Amb una massa 18 vegades major que la de la Terra, és probable que siga un Neptú ardent o un planeta terrestre gegant (una superterra).